# تشيك لانغ جونيور
تشيك لانغ جونيور (بالإنجليزية: Chick Lang, Sr.)‏ هو شخصية أعمال أمريكي، ولد في 1926، وتوفي في 18 مارس 2010.